# 车棚

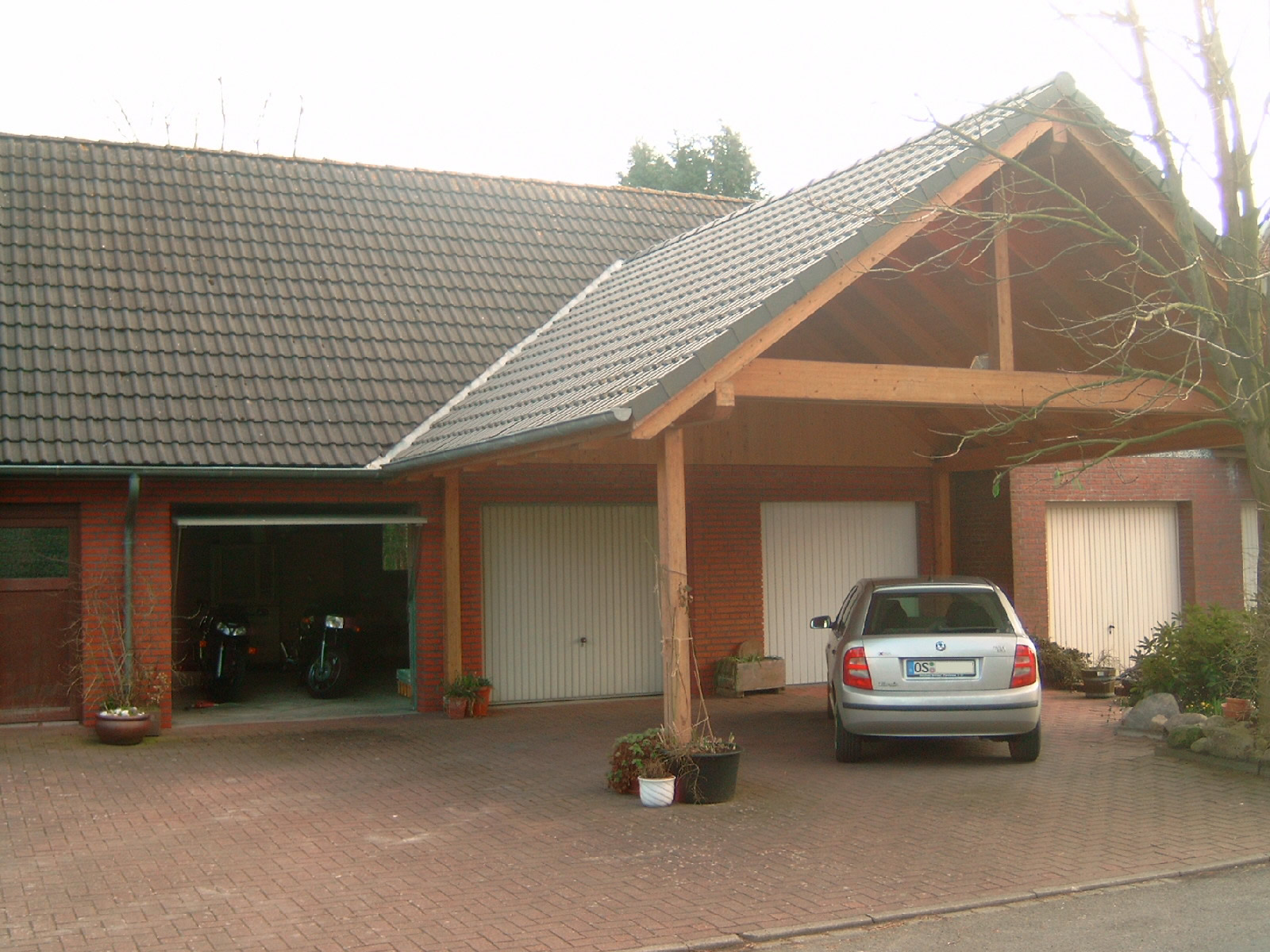
车库前的车棚

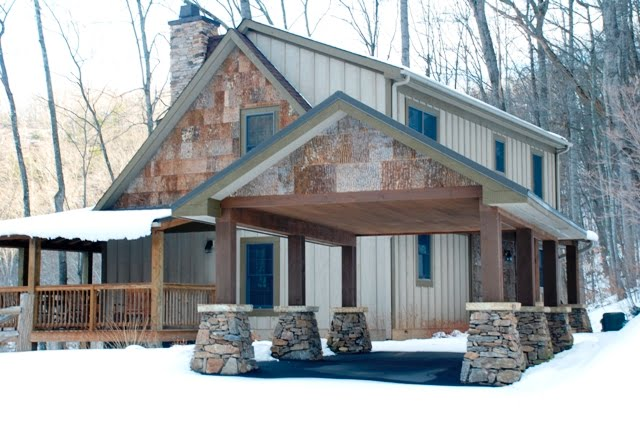
车棚

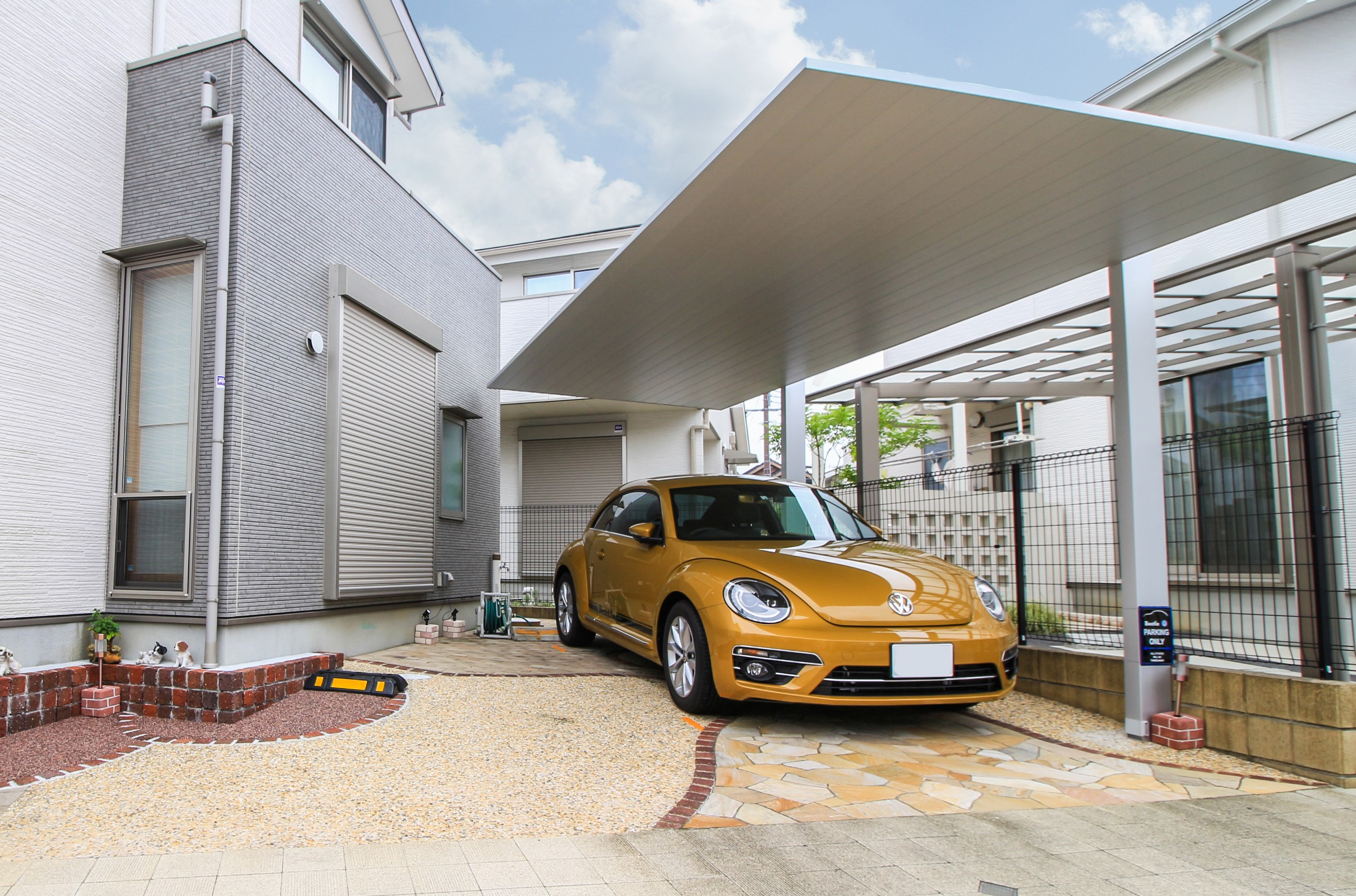
位於日本的一個车棚

车棚是指有顶棚无四壁或四壁与顶棚不相连接的停车场所。车棚不能防风沙，但可使车辆避免雨雪的直接侵蚀。大部分车棚花费不大。位於埃尔姆赫斯特的一幢建於1910年的WB Sloane House被认为是已知的第一个带有车棚的住宅。 